# Hydaticus bihamatus
Hydaticus bihamatus är en skalbaggsart som beskrevs av Aubé 1838. Hydaticus bihamatus ingår i släktet Hydaticus och familjen dykare.

## Underarter
Arten delas in i följande underarter:
- H. b. bihamatus
- H. b. goryi